# Tønder Festival

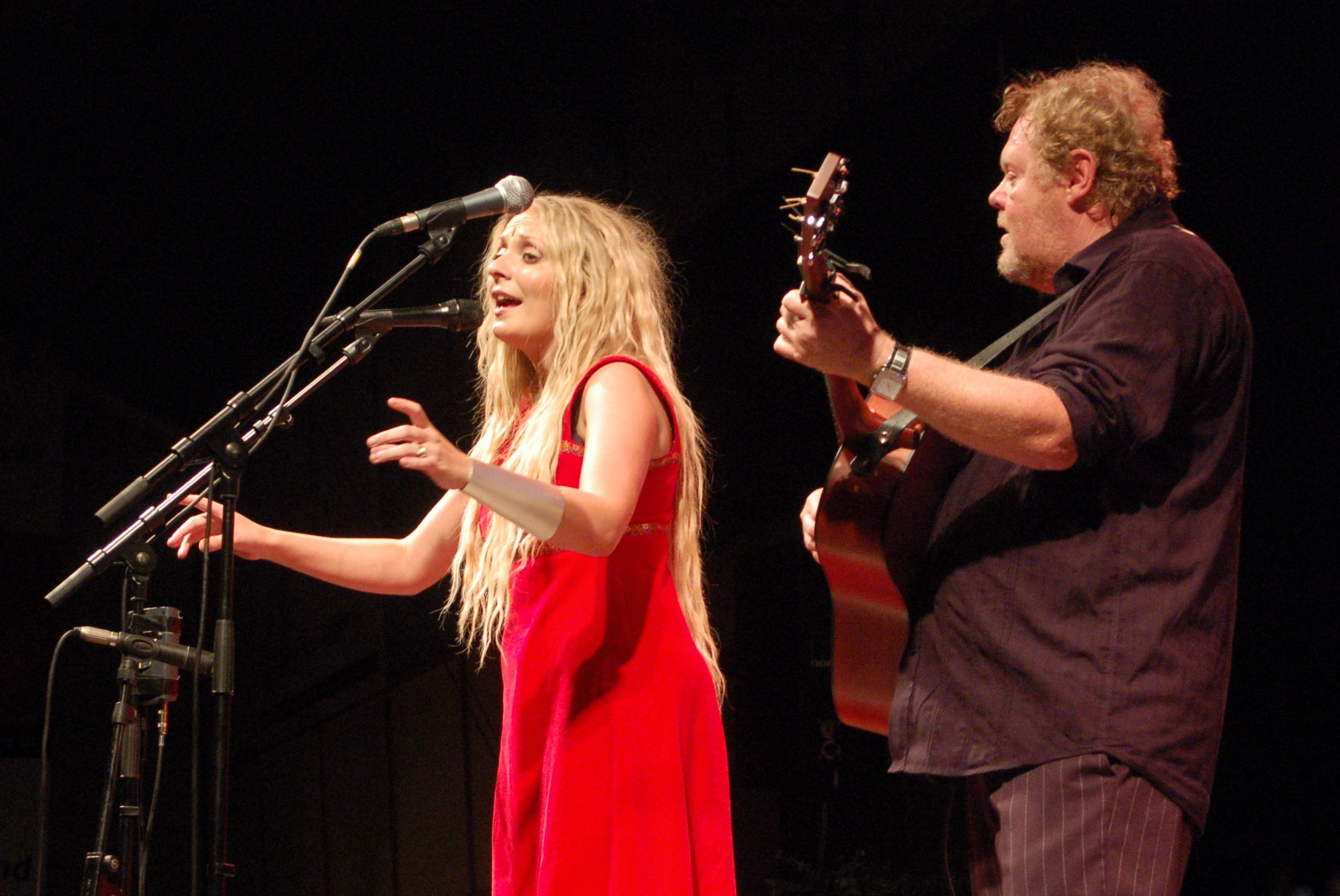
Eivør Pálsdóttir (Färöer) und Sebastian (Dänemark) auf dem Tønder Festival 2006

Das Tønder Festival ist ein jährlich stattfindendes Folk- und Rootsmusik-Festival in Tønder in Dänemark. Es ist das größte Festival seiner Art in Europa und eines der größten Folk-Festivals weltweit.

## Ablauf
Das Musikfestival findet an jedem letzten Augustwochenende seit 2024 von Mittwoch bis Sonnabend (früher von Donnerstag bis Sonntag) statt. Insgesamt werden an jedem Tag nahezu 30 Konzerte an mehreren Spielorten auf dem Gelände gegeben, die zwischen 180 und 2700 Plätze aufweisen. Seit 2012 werden nicht mehr einzelne Konzertkarten verkauft, sondern Tages-, Wochenend- oder Wochentickets für das gesamte Festivalgelände und alle dort stattfindenden Konzerte. Das Ticket wird als farbiges Armband getragen. Durchschnittlich werden weit über 20.000 Bänder verkauft. Die größten Bühnen stehen in zwei Zelten auf dem Festivalplatz südwestlich des Stadtzentrums. Daneben wird südlich des eigentlichen Festivalplatzes ein Open-Air-Gelände mit einer großen Bühne genutzt. Ebenso lange gibt es auch die „Bourbon Street“, ein in sich abgeschlossenes Terrain, in dessen Zentrum sich das sogenannte Spiegelzelt befindet. Dieses wirkt von innen, aufgrund der vielen Holz-, Spiegel- und Art-déco-Elemente, wie ein Club in New Orleans. Hier finden alle Arten von Konzerten statt. Die Spielstätten in der Stadt (Aula, Stadthalle etc.) wurden aufgegeben, allerdings spielen auch dort freie Gruppen in der Fußgängerzone oder in Kneipen und Cafés. Neben bekannten Größen der Folkszene vor allem aus Irland, dem Vereinigten Königreich, Nordamerika und Skandinavien treten auch weniger bekannte Interpreten auf. Für sie werden auch Workshops und Meisterklassen angeboten.
Jeweils rund 150 leitende und rund 2000 weitere Helfer sind ehrenamtlich für das Festival tätig. Das Festival wird vor allem von Dänen und Deutschen besucht.
Organisiert wird das Festival vom Tønder Festival Fond und dem Tønder Festival Forening (Tønder-Festival-Verein). Der Tønder Festival Fond betreibt die Tochtergesellschaft Millstream Records, die vor allem im Internet Folk- und Roots-Musik verkauft. Tønder Festivalens Venner ApS (Freunde des Tønder-Festivals) betreibt den Spielort Hagge’s Musik Pub in Tønder, wo ganzjährig Folk- und Rootsmusik-Konzerte stattfinden.

## Geschichte
Im Juni und September 1974 waren es Studenten der damaligen Pädagogischen Hochschule Tønder, die jeweils drei Tage lange, kleine Festivals veranstalteten. Im Folgejahr fand das erste Tønder Festival in einer kleinen ehemaligen Mühle statt. Diese Visemøllen ist bis heute Spielort für Konzerte. Seither wurde das Festival kontinuierlich größer. 
Seit 2009 ist Prinzessin Marie Schirmherrin des Festivals.

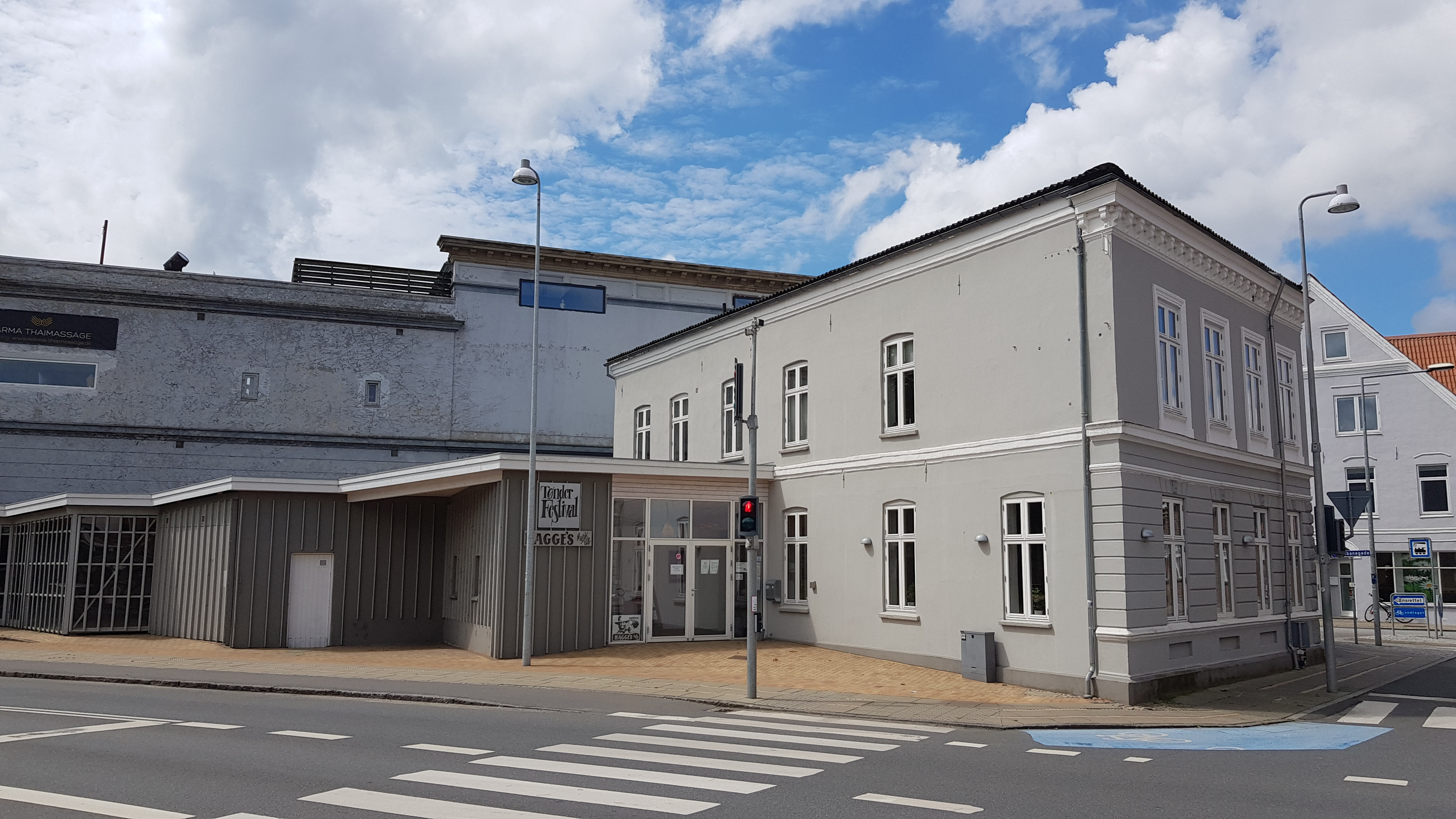
Hagge's, der bl.a. huser festivalens kontorer
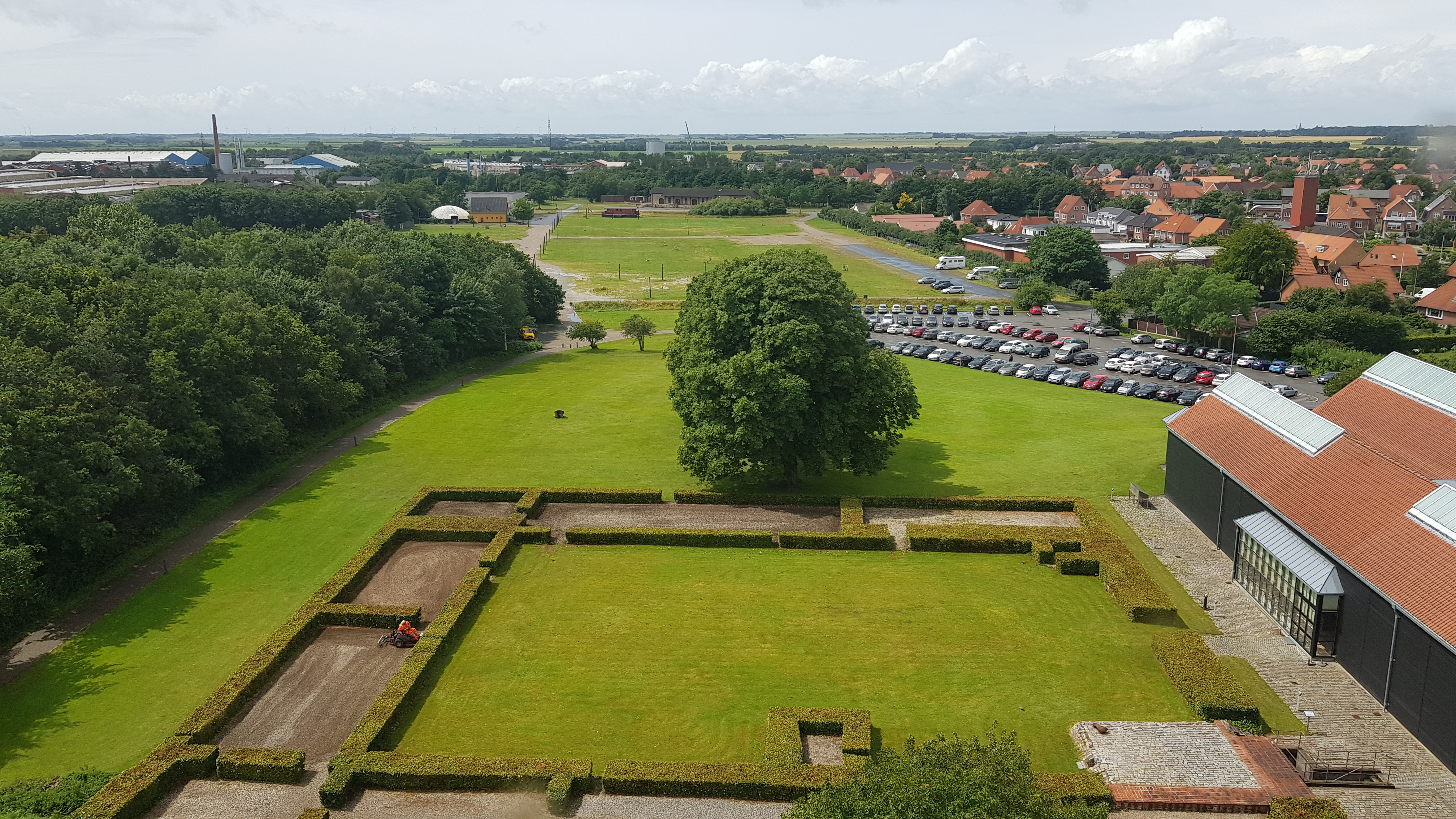
Udsigt over festivalpladsen fra vandtårnet